# 1201 Third Avenue
Der 1201 Third Avenue Tower, früher Washington Mutual Tower, ist der zweithöchste Wolkenkratzer in Seattle im US-Bundesstaat (Washington). Das 235 Meter hohe Gebäude hat 55 Etagen. Das Gebäude war nach seinem Bau der Hauptsitz des Finanzunternehmens Washington Mutual, bis das Unternehmen 2006 einen Block weiter in das WaMu Center zog. Das Gebäude wurde am 15. Mai 1988 eröffnet und ist das erste „postmoderne“ Hochhaus in der Stadt. Die New York Times bezeichnete das Gebäude als eines der drei besten neuen Bürogebäude des Landes im Jahr 1988.